# Alpenexpress "Enzian"
Alpenexpress "Enzian" is een gemotoriseerde achtbaan in het Duitse Europa-Park. Hij is gebouwd door Mack Rides in 1984. Het is Europa-Parks eerste achtbaan en is van het model Powered Coaster Grottenblitz.

## Werking
Alpenexpress "Enzian" heeft geen normale optakeling, maar heeft een elektromotor. Die elektromotor brengt een wiel in beweging dat over een apart stuk spoor rijdt en de trein vooruit sleept.

## Thema
Alpenexpress is gethematiseerd naar de Alpen. Hij gaat door een gebouw waarbij de attracties Tiroler Wildwasserbahn, Zauberwelt der Diamanten en Alpenexpress "Enzian" samen komen in een diamantengrot.

## Locatie
Alpenexpress "Enzian" ligt in het Oostenrijkse deel van het park naast de Tiroler Wildwasserbahn.

## Treinen
De Alpenexpress "Enzian" heeft één trein met 10 wagentjes. Iedere wagen biedt plaats aan vier personen behalve het eerste wagentje waar maar twee personen in passen. Hierdoor komt het totaal op 38 personen per rit.

## Brand
Op 19 juni 2023 ontstond brand in een technische ruimte van een gebouwencomplex aan de rand van het Oostenrijkse themagebied. De brand sloeg over naar het Spaanse gebied Behalve de achtbaan raakten de volgende attracties beschadigd: Tiroler Wildwasserbahn, Yomi-Zauberwelt der Diamanten en het Spaanse station van de Panoramabahn. Er werden ook twee souvenirwinkels getroffen.
Lijst van attracties in Europa-Park